# Judith Tiral
Judith Tiral (Barcelona, 1990) es una youtuber, podcaster y personalidad de Internet española. Junto con Nerea Pérez de las Heras presenta el podcast Está el horno para bollos.

## Primeros años
Judith nació en 1990 en la ciudad de Barcelona, España, y cursó la carrera universitaria de Historia del Arte, si bien nunca llegó a completar sus estudios.

## Carrera
Judith comenzó su carrera en la comunicación y las redes sociales en 2013, cuando creó su propio blog en el que narraba sus viajes por distintos países del mundo, al mismo tiempo que comenzó a trabajar en una cadena de radio, comenzando así su formación como divulgadora.
Unos años después su fama se incrementó cuando decidió abrir su propio canal de YouTube, desde el cual comenzó a concienciar y lanzar mensajes en pro de los derechos de las personas LGBT. Tras esto, continuó también su carrera en la comunicación co-presentando el podcast El Olimpo de las Diosas junto con Henar Álvarez.
El 8 de febrero de 2025 presentó, de nuevo junto a Henar Álvarez, la alfombra de la 39.ª edición de los Premios Goya, que tuvo lugar en la Academia de las Artes y las Ciencias Cinematográficas de España. En junio de ese mismo año acudió como invitada junto a Nerea Pérez de las Heras al programa de RTVE Al cielo con ella, presentado por la humorista Henar Álvarez.

## Vida personal
Judith es abiertamente lesbiana.

## Filmografía
- El Olimpo de las Diosas (2023-)
- Está el horno para bollos (2024-)
- Al cielo con ella (2025)